# Ivo Možný
Ivo Možný (ur. 31 sierpnia 1932 w Prościejowie, zm. 10 września 2016) – czeski socjolog, profesor, nauczyciel, założyciel i pierwszy dziekan Wydziału Nauk Społecznych Uniwersytetu Masaryka, popularyzator socjologii.

## Życiorys
Początkowo pracował w hucie ostrawskiej. W 1957 ukończył studia filologiczne, a w 1967 doktoryzował się z socjologii. W latach 1956–1965 pracował jako redaktor Czechosłowackiego Radia w Pradze, Ostrawie oraz Brnie. Następnie był zatrudniony na Wydziale Sztuki Uniwersytetu Masaryka, gdzie zajmował się przede wszystkim socjologią rodziny. W 1969 zabroniono mu przejściowo wykładać na uniwersytetach. Trudnił się m.in. poradnictwem rodzinnym. Tytuł profesora otrzymał w 1992, dopiero po aksamitnej rewolucji. W 1998 został pierwszym dziekanem stworzonego Wydziału Studiów Społecznych Uniwersytetu Masaryka i pozostawał na tym stanowisku do 2004. Był także założycielem studiów medialnych i dziennikarstwa na tej samej uczelni. W 2005 został dyrektorem Instytutu Dziennikarstwa Regionalnego. W 2011 mianowano go profesorem-emerytem Uniwersytetu Masaryka.

## Zainteresowania i poglądy
Był jedną z wiodących postaci czeskiej socjologii i głównym inicjatorem jej odnowy po latach dewastacji w czasach komunizmu. Wywarł głęboki wpływ na swoją dziedzinę nie tylko na poziomie ogólnym, ale przede wszystkim w pracy nad rozwojem nowoczesnej rodziny europejskiej. To poprzez badania na ten temat wyraźnie wskazał związek między stanem tej instytucji a rozwojem społeczeństwa jako takiego. Do jego najważniejszych wkładów w wiedzę na temat rozwoju i przemian transformujących się społeczeństw należy w szczególności analiza i interpretacja aksamitnej rewolucji z 1989 oraz upadku komunizmu. Był przeciwnikiem przenikania relatywizmu i innych ideologii współczesnych do nauk społecznych. Uważał przyjmowanie imigrantów muzułmańskich do Europy za błąd.
Był członkiem Learned Society of Czech Republic oraz European Society of Sciences and Arts.

## Nagrody
Otrzymał nagrodę Neuron za wkład w światowe dziedzictwo nauk społecznych.

## Wybrane publikacje
- Rodina a společnost,
- Česká společnost – Nejdůležitější fakta o kvalitě našeho života[3],
- Proč tak snadno... (socjologiczna analiza aksamitnej rewolucji)[2].

## Upamiętnienie
W jednym z budynków praskiego Uniwersytetu Masaryka znajduje się jego rzeźba.